# Karl Betz (Pianist)

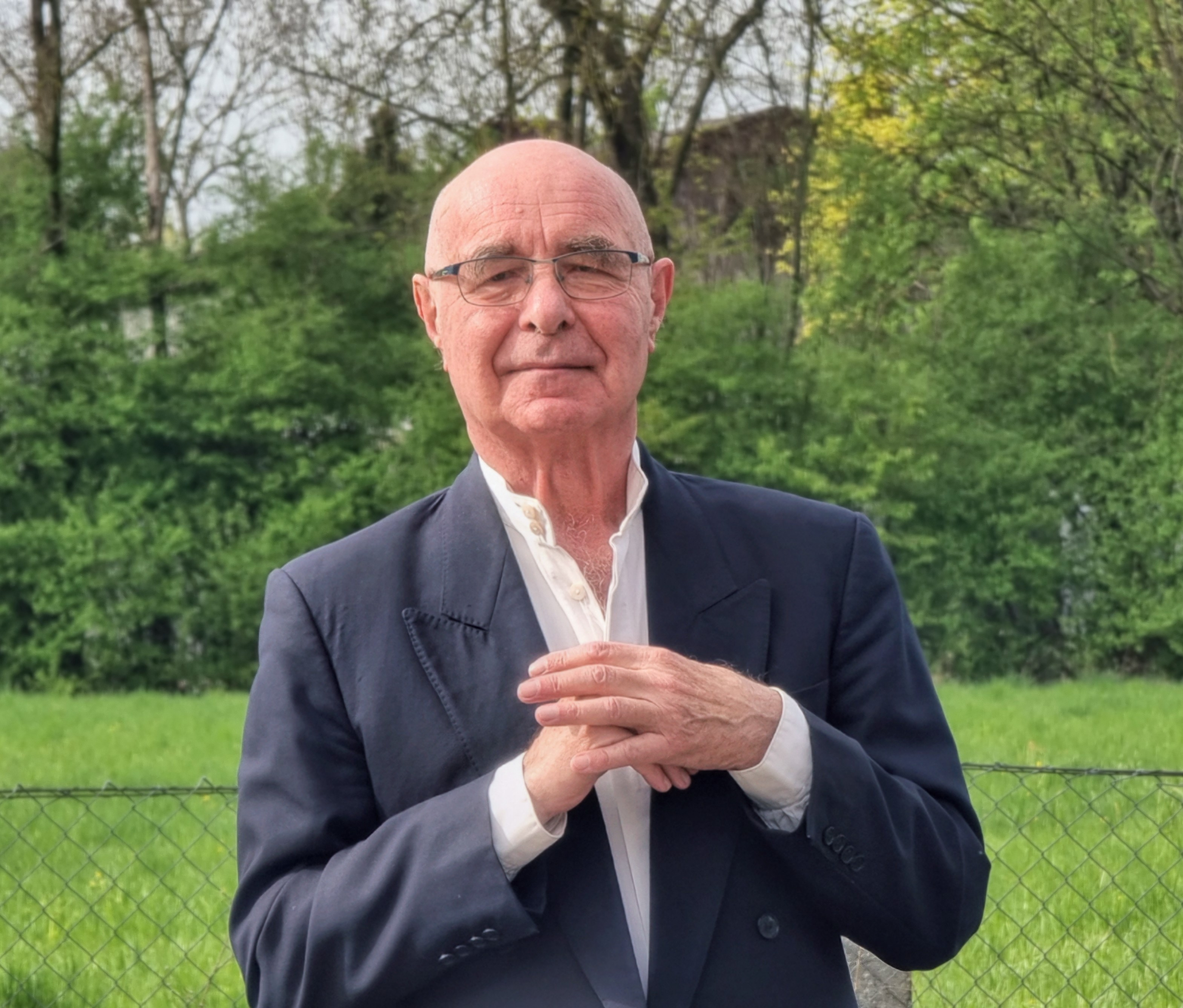
Karl Betz (2025)

Karl Betz (* 1947 in München) ist ein deutscher Pianist und Hochschullehrer.

## Leben und Wirken
Karl Betz wurde als Sohn eines Unternehmers geboren und wuchs ab seinem fünften Lebensjahr in Pfaffenhofen an der Ilm auf. Nach dem Abitur am Theresien-Gymnasium München begann er im Jahr 1966 an der LMU München ein Studium der Volkswirtschaftslehre, das er 1971 abbrach. Parallel studierte er ab 1968 im Hauptfach Klavier an der Hochschule für Musik München. Nach der Meisterklasse folgte 1975/76 ein Studienaufenthalt in Florenz. Daneben begann er 1970 ein privates Gesangsstudium. Studienaufenthalte führten ihn außerdem 1983 mit einem Stipendium des Bayerischen Kultusministeriums an die Cité Internationale des Arts in Paris.
Es folgte eine internationale Konzerttätigkeit, bei der Betz insbesondere für seine Interpretation der Werke von Franz Liszt bekannt wurde, wobei ein Schwerpunkt auch auf dessen Spätwerken lag. Parallel dazu lehrte er am Münchner Richard-Strauss-Konservatorium und dann als Professor für Klavier von 1986 bis 1994 an der Hochschule für Musik Freiburg, von 1994 bis 2012 war er ordentlicher Professor im Hauptfach Klavier an der Hochschule für Musik Würzburg. Daneben gab er zahlreiche Meisterkurse.
Es liegen neben Schallplatten und CD-Einspielungen zahlreiche Aufnahmen bei deutschen und ausländischen Rundfunkanstalten vor. Sein 2005 für den Bayerischen Rundfunk verfasstes Radio-Feature „Franz Liszt, Zigeuner, Franziskaner, Prophet“ wurde auch von weiteren Sendern der ARD ausgestrahlt. Im Jahr 2021 erschien sein Lehrbuch „Was zusammenklingen soll und was nicht“, eine Pedallehre, die alle Nuancen des korrespondierenden Zusammenwirkens von Händen und Füßen beim Klavierspiel behandelt. Das Werk enthält über 300 Beispiele aus der Konzertliteratur und thematisiert unter anderem typische Pedalfehler, deren Korrektur sowie feine Differenzierungen beim Einsatz des rechten Pedals.
Karl Betz ist verheiratet und hat zwei Söhne, Valentino (* 1985) aus erster Ehe und Carl Emilio (* 2003) aus zweiter Ehe.
Er lebt mit seiner Familie in einer oberbayerischen Gemeinde.

## Buchveröffentlichung
- Was zusammenklingen soll und was nicht. Richtiges Pedalisieren & künstlerisches Klavierspiel. Emanomedia, Zürich 2021, ISBN 978-3-03836-044-5.

## Diskografie (Auswahl)
- Mozart: Sonaten KV 330 & 570, Adagio KV 356, Marsch KV 408, Andante KV 616 Andantino KV 236 (EMI; 1979)
- Franz Liszt. Klavierwerke, u. a. Die Trauergondel Nr. 2, En Rêve, Trauervorspiel und Marsch, Nuages gris, Études d’exécution transcendante (Odeon; 1978 / EMI; 1986)
- Leoš Janáček: Auf verwachsenem Pfad, Zyklus in 15 Sätzen / Im Nebel, Zyklus in 4 Sätzen (Koch Schwann; 1990)
- Franz Schubert: Ländler (Koch International; 1991)
- Franz Schubert: Tänze / Dances. U. a. Deutsche Tänze, Sonate B-Dur D 960 (Christophorus; 2004)
- Franz Liszt: Rausch und Versenkung / Meditations Religieuses (Christophorus; 2006)